# Canandaigua
Canandaigua is een plaats (city) in de Amerikaanse staat New York, en valt bestuurlijk gezien onder Ontario County.

## Demografie
Bij de volkstelling in 2000 werd het aantal inwoners vastgesteld op 11.264.
In 2006 is het aantal inwoners door het United States Census Bureau geschat op 11.317, een stijging van 53 (0,5%).

## Geografie
Volgens het United States Census Bureau beslaat de plaats een oppervlakte van
12,5 km², waarvan 11,9 km² land en 0,6 km² water. Canandaigua ligt op ongeveer 197 m boven zeeniveau.

## Plaatsen in de nabije omgeving
De onderstaande figuur toont nabijgelegen plaatsen in een straal van 16 km rond Canandaigua.

## Geboren
- Kristen Wiig (22 augustus 1973), actrice en comédienne
- Ryan Lochte (3 augustus 1984), zwemmer